# علی اوسط هاشمی
علی اوسط هاشمی‌ (زاده ۱۳۳۷ در کرمانشاه) سیاستمدار و مدیراجرایی اهل ایران است.

## سوابق کاری
از مهم ترین سوابق کاری وی می توان به:
- معاون وزیر جهاد کشاورزی و مدیر عامل سازمان مرکزی تعاون روستایی ایران
- استاندار استان سیستان و بلوچستان در دولت یازدهم
- معاون وزیر کار و رئیس سازمان فنی و حرفه ای کشور
- فرماندار تهران
- معاونت سیاسی، امنیتی و اجتماعی استانداری تهران
- معاونت سیاسی،  امنیتی و اجتماعی استانداری قزوین
- معاونت سیاسی،  امنیتی و اجتماعی استانداری کردستان
- فعالیت در سپاه و کمیته انقلاب اسلامی در شهرستان سنقر
- بخشدار مرکزی کنگاور
- فرماندار گیلانغرب
- مدیرکل سیاسی و انتظامی استانداری کرمانشاه
- مدیرکل سیاسی و انتظامی استانداری چهارمحال و بختیاری
- مدیرکل ثبت احوال استان های یزد و کردستان
- رئیس شورای هماهنگی مبارزه با قاچاق مواد مخدر استان تهران
- رئیس شورای هماهنگی مبارزه با قاچاق مواد مخدر استان قزوین
- رئیس شورای هماهنگی مبارزه با قاچاق مواد مخدر استان کردستان
- مدیرعامل مجتمع تفریحی و مجموعه پارک ارم تهران

علی اوسط هاشمی از ترک زبانان شهرستان سنقر می باشد که به زبان کردی هم تسلط دارد.